# Милатовац (Баточина)
Милатовац је насеље у Србији у општини Баточина у Шумадијском округу. Према попису из 2022. има 557 становника (према попису из 2011. било је 555 становника).

## Географија
Територија села Милатовац налази се у централном делу Србије. Смештена је у источном пределу Шумадије и захвата сливно подручје доњег тока Лепенице. Налази се у југозападном делу општинске територије Баточине. Део насеља смештен је на левој, а део на десној обали Лепенице (притоке Велике Мораве).
Милатовац се налази на 141 метара надморске висине, на 15 км југозападно од Баточине, 18 км северно од Крагујевца и 132 км јужно од Београда. Кроз Милатовац пролази железничка пруга Лапово - Крагујевац - Краљево. Налази се на два километра од магистралног пута Баточина - Крагујевац - Краљево - Чачак.

## Историја

### Археолошка налазишта
У Милатовцу се налазе два локалитета из античког периода, локалитет Црквине и локалитет Поље. Почетком деведесетих година на локалитету Поље изрвшена су сондажна истраживања. Приликом истраживања утврђено је да се на поменутом локалитету налазе остаци виле рустике. Поред камена опеке и црепа пронађено је обиље керамичког материјала:делови керамичких здела, лонаца, крчага и масивних питоса. На основу стилско-типолошких одлика керамичког материјала вила рустика је највероватније подигнута почетком II или III века нове ере у време када је подручје Србије било у саставу римске провинције Горње Мезије.
На локалитету Црквине пронађен је велики број фрагментованих керамичких посуда:разне врсте лонаца, крчага, амфора и питоса. Посебну пажњу привлаче крчази као и посуде украшене печатном орнаментиком. На основу налаза локалитет Црквине такође се везује за II или III века нове ере.

### Настанак Милатовца
Не зна се тачно како је село добило име, али се сматра да је назив дошао од личног имена Милат, по неком његовом првобитно досељеном становнику.
Његов почетак пада пре сеобе Срба 1690. године. У аустријском попису 1718. и турском попису од 1739. до 1941. налазимо на напуштено село.
За време првог српског устанка село је поново насељено. Почетком деветнаестог века понекад се звао и Милатовићи. Пошто се није могао развити у веће село, није имао своју општину, већ је био у саставу ресничке општине. Све до 1821. сматран је као заселак Ресника. Година 1825. Село има 11 домова са 25 харачке главе. Већ 1845. Милатовац има 30 домова са 141 житељом, а 1884. године 39 домова са 169 житеља. Број становника је наставио да расте па 1895. има 53 дома са 294 становника.
Према попису становништва из 1903. године село је имало 62 куће са 324 становника, а 1910. има исти број кућа и 357 становника. У наредном попису 1921. године примећен је пад у броју становника узрокован Првим светским ратом, па је број становника пао 284 становника.
Село се нагло насељава од шездесетих година прошлога века када велики број Срба са Косова и Метохије под притиском Албанаца долази у ове крајеве.

## Демографија
У насељу Милатовац живи 448 пунолетних становника, а просечна старост становништва износи 40,0 година (40,6 код мушкараца и 39,4 код жена). У насељу има 172 домаћинства, а просечан број чланова по домаћинству је 3,40.
Ово насеље је великим делом насељено Србима (према попису из 2002. године).
|             | \| Демографија[3] \| Демографија[3] \| Демографија[3] \| \| Година \| Становника \| Становника \| \| -------------- \| -------------- \| -------------- \| \| 1948. \| 332 \| \| \| 1953. \| 337 \| \| \| 1961. \| 365 \| \| \| 1971. \| 389 \| \| \| 1981. \| 480 \| \| \| 1991. \| 584 \| 580 \| \| 2002. \| 584 \| 611 \| \| 2011. \| 555 \| \| \| 2022. \| 557 \| \| |            |
| Демографија | |            |
| Година      | Становника | Становника |
| 1948.       | 332 |            |
| 1953.       | 337 |            |
| 1961.       | 365 |            |
| 1971.       | 389 |            |
| 1981.       | 480 |            |
| 1991.       | 584 | 580        |
| 2002.       | 584 | 611        |
| 2011.       | 555 |            |
| 2022.       | 557 |            |

| Етнички састав према попису из 2002.‍ | Етнички састав према попису из 2002.‍ | Етнички састав према попису из 2002.‍ | Етнички састав према попису из 2002.‍ | Етнички састав према попису из 2002.‍ |
| ------------------------------------ | ------------------------------------ | ------------------------------------ | ------------------------------------ | ------------------------------------ |
|                                      |                                      |                                      |                                      |                                      |
| Срби                                 | Срби                                 |                                      | 563                                  | 96,40%                               |
| Црногорци                            | Црногорци                            |                                      | 16                                   | 2,73%                                |
| Југословени                          | Југословени                          |                                      | 3                                    | 0,51%                                |
| Хрвати                               | Хрвати                               |                                      | 1                                    | 0,17%                                |
| Бугари                               | Бугари                               |                                      | 1                                    | 0,17%                                |
| непознато                            | непознато                            |                                      | 0                                    | 0,0%                                 |

| Година пописа     | 1948. | 1953. | 1961. | 1971. | 1981. | 1991. | 2002. |
| ----------------- | ----- | ----- | ----- | ----- | ----- | ----- | ----- |
| Број домаћинстава | 84    | 83    | 95    | 97    | 123   | 142   | 172   |

| Број чланова      | 1  | 2  | 3  | 4  | 5  | 6  | 7 | 8 | 9 | 10 и више | Просек |
| ----------------- | -- | -- | -- | -- | -- | -- | - | - | - | --------- | ------ |
| Број домаћинстава | 26 | 44 | 17 | 38 | 22 | 19 | 5 | 1 | 0 | 0         | 3,40   |

| Пол    | Укупно | Неожењен/Неудата | Ожењен/Удата | Удовац/Удовица | Разведен/Разведена | Непознато |
| ------ | ------ | ---------------- | ------------ | -------------- | ------------------ | --------- |
| Мушки  | 244    | 60               | 157          | 20             | 7                  | 0         |
| Женски | 232    | 42               | 152          | 33             | 5                  | 0         |
| УКУПНО | 476    | 102              | 309          | 53             | 12                 | 0         |

| Пол    | Укупно                    | Пољопривреда, лов и шумарство | Рибарство                            | Вађење руде и камена | Прерађивачка индустрија       |
| ------ | ------------------------- | ----------------------------- | ------------------------------------ | -------------------- | ----------------------------- |
| Мушки  | 121                       | 24                            | 0                                    | 2                    | 59                            |
| Женски | 39                        | 10                            | 0                                    | 1                    | 9                             |
| УКУПНО | 160                       | 34                            | 0                                    | 3                    | 68                            |
| Пол    | Производња и снабдевање   | Грађевинарство                | Трговина                             | Хотели и ресторани   | Саобраћај, складиштење и везе |
| Мушки  | 3                         | 6                             | 4                                    | 2                    | 15                            |
| Женски | 0                         | 0                             | 5                                    | 0                    | 5                             |
| УКУПНО | 3                         | 6                             | 9                                    | 2                    | 20                            |
| Пол    | Финансијско посредовање   | Некретнине                    | Државна управа и одбрана             | Образовање           | Здравствени и социјални рад   |
| Мушки  | 0                         | 2                             | 2                                    | 1                    | 0                             |
| Женски | 1                         | 0                             | 0                                    | 2                    | 3                             |
| УКУПНО | 1                         | 2                             | 2                                    | 3                    | 3                             |
| Пол    | Остале услужне активности | Приватна домаћинства          | Екстериторијалне организације и тела | Непознато            | Непознато                     |
| Мушки  | 0                         | 0                             | 0                                    | 1                    | 1                             |
| Женски | 1                         | 0                             | 0                                    | 2                    | 2                             |
| УКУПНО | 1                         | 0                             | 0                                    | 3                    | 3                             |

## Школство
Село Милатовац је са Ресником чинио исту општину па су деца из овог села почтком двадесетог века ишла у школу у Реснику и Цветојевцу. У Милатовцу је оформљена школа после Другог светског рата.
Данас у Милатовцу постоји издвојено одељење основне школе „Свети Сава“ Баточина. Школа је четвороразредна и у њој предају два учитеља. У школској 2003/04 школа је имала седамнаест ученика. У школској 2011/12 школу похађа шеснаест ученика.
Такође у Милатовцу постоји издвојено одељење дечјег вртића „Полетарац“ из Баточине.

## Пољопривреда
Пољопривреда је водећа привредна грана по обиму производње као и по запослености локалног становништва.
Сточарство је најзначајнија грана производње у пољопривреди у Милатовцу. Сточарство је најтраженији део пољопривреде, јер њени производи (месо, маст, млеко, јаја) спадају у главне прехрамбене производе становништва. Сељак ситног пољопривредног газдинства у Милатовцу је сваштар, гаји више врста стоке. Гаји говеда, свиње, овце, коње и живину.

## Спорт
У Милатовцу постоји фудбалски клуб Слога који се тренутно такмичи у Шумадијској окружној лиги, петом такмичарском нивоу српског фудбала. Клуб је основан 1945. године, а највеће успехе је остварио у пероду од 1974 до 1992. године када се клуб такмичио и у шумадијској лиги. Данас, сваке сезоне клуб се налази у врху међуопштинске лиге Рача-Баточина-Кнић.